# Robert von Scheller-Steinwartz
Robert Richard Scheller, seit 1912 von Scheller-Steinwartz (* 17. Juli 1865 in Dresden; † 23. April 1921 in München), war ein deutscher Diplomat, Politiker und Hochschullehrer.

## Leben
Scheller war der Sohn des Kommerzienrats und Generalkonsuls von Portugal Richard Scheller und dessen Ehefrau Elise geb. Steinwartz. Er studierte an der Ruprecht-Karls-Universität Heidelberg und der Georg-August-Universität Göttingen. Er wurde Mitglied des Corps Saxo-Borussia Heidelberg (1884) und des Corps Saxonia Göttingen (1885). Zum Dr. iur. promoviert, war er ab 1893 im Reichsamt des Innern tätig. 1900 wurde er in das Auswärtige Amt übernommen. Er war Attaché in London, Geschäftsträger in Bukarest, Legationsrat an der Deutschen Botschaft Washington, D.C. und in Oslo. Zuletzt war er Gesandter in Addis Abeba, Abessinien. Von 1912 bis 1915 amtierte er im Herzogtum Sachsen-Altenburg als Staatsminister. Im Ersten Weltkrieg diente er als Offizier in der sächsischen Armee und wurde 1915 bei einem Flugzeugabsturz schwer verwundet. Er war nachfolgend Rittmeister der Reserve beim Garde-Reiter-Regiment und diente als Major und Ordonnanzoffizier bei einem Armee-Ober-Kommando. 1919 übernahm er einen Lehrstuhl für Politik an der Johann Wolfgang Goethe-Universität Frankfurt am Main. 
Er besaß ein Gut in Mittelstetten (Oberbayern). Verheiratet war er mit Emma Josefine Hubertine Maria Guilleaume (1871–1944), einer Tochter des Unternehmers Franz Carl Guilleaume und dessen Ehefrau Antoinette, geborene Gründgens (1837–1922), sowie Witwe des Porträt- und Landschaftsmalers August Neven Du Mont. Diese hatte aus ihrer ersten Ehe bereits drei Söhne, darunter Mark Neven DuMont, der in den 1920er Jahren eine Journalistenkarriere beschritt.

## Ehrungen
- Königlicher Kronen-Orden (Preußen) 3. Klasse (20. Dezember 1909)
- Herzoglich Sachsen-Ernestinischer Hausorden, Großkreuz (1. Oktober 1912)
- Am 3. Oktober 1912 wurde er mit der Erweiterung seines Namens um den Geburtsnamen seiner Mutter in den sachsen-altenburgischen Adelsstand erhoben.